# ألفونس
ألفونس (بالفرنسية: Emmanuel Peterfalvi)‏ هو فنان ملاهي ‏ ألماني وفرنسي، ولد في 17 مارس 1967 في باريس في فرنسا.

## وصلات خارجية
- الموقع الرسمي
- ألفونس على موقع IMDb (الإنجليزية)
- ألفونس على موقع ميوزك برينز (الإنجليزية)
- ألفونس على موقع قاعدة بيانات الفيلم (الإنجليزية)